# Liga Mundial de Polo Aquático Masculino de 2006
A Liga Mundial de Polo Aquático Masculino de 2006 foi a quinta edição da Liga Mundial, organizado pela FINA. A Super Final aconteceu em Atenas, Grécia, com a vitória da Seleção da Sérvia e Montenegro de Polo Aquático.